# Espejín
Ramón Pérez Mesa (Santa Cruz de Tenerife, 3 de diciembre de 1933-Sevilla, 8 de abril de 2023), más conocido como Espejín, fue un futbolista español.

## Carrera deportiva
Ramón Pérez Mesa nació en Santa Cruz de Tenerife el 3 de diciembre de 1933. A los diecisiete años dejó su tierra natal para militar en el Martos Club Deportivo y en el Algeciras.
En junio de 1956 se unió al Real Betis cuando el equipo militaba en Segunda División. El 16 de septiembre de 1956 debutó oficialmente en el Estadio El Arcángel de Córdoba. Jugó un total de 46 partidos durante dos temporadas en este club, donde compartió vestuario junto a figuras de relevancia como Luis del Sol, Esteban Areta, Jordi Vila Soler y León Lasa. 
En 1958 abandonó el Betis para unirse al Levante, donde permaneció dos temporadas. Luego pasaría a formar parte del plantel de otros clubes como Rayo Vallecano, Castellón, Club Deportivo Fuengirola y Linares.
Ramón Pérez Mesa falleció el 8 de abril de 2023 en Sevilla, a los 89 años.